# The Possibility and the Promise
The Possibility and the Promise es el primer álbum de estudio de la banda de pop punk, Amber Pacific. El título fue sacado del libro Ham on Rye de Charles Bukowski.

## Lista de canciones
1. "Everything We Were Has Become What We Are" - 2:59
2. "Poetically Pathetic" - 3:22
3. "Gone So Young" - 3:25
4. "Save Me from Me" - 2:48
5. "Postcards" - 3:11
6. "For What It's Worth" - 3:34
7. "The Right to Write Me Off" - 3:19
8. "The Sky Could Fall Tonight" - 3:41
9. "Falling Away" - 3:01
10. "Always You (Good Times)" - 4:09
11. "If I Fall" - 3:56
12. "Can't Hold Back" - 3:34

### Edición de Lujo
Además de las canciones ya mencionadas, la Edición de Lujo contiene las siguientes canciones:
1. "Leaving What You Wanted" - 3:39
2. "Falling Away (Demo)" - 2:59
3. "Gone So Young (Acoustic)" - 3:42
4. "Poetically Pathetic (Acoustic)" - 3:15
5. "Save Me from Me (Acoustic)" - 3:13
6. "For What It's Worth (Acoustic)" - 3:34
7. "Always You (Acoustic)" - 4:14

- Datos: Q939224